# الدوري الجنوبي لكرة القدم 1948–49
الدوري الجنوبي لكرة القدم 1948–49 (بالإنجليزية: 1948–49 Southern Football League)‏ هو موسم من الدوري الجنوبي الممتاز. فاز فيه نادي غيلينغهام.